# Trophy European Pentathlon 1980

Logo CEB (ausrichtender Verband)

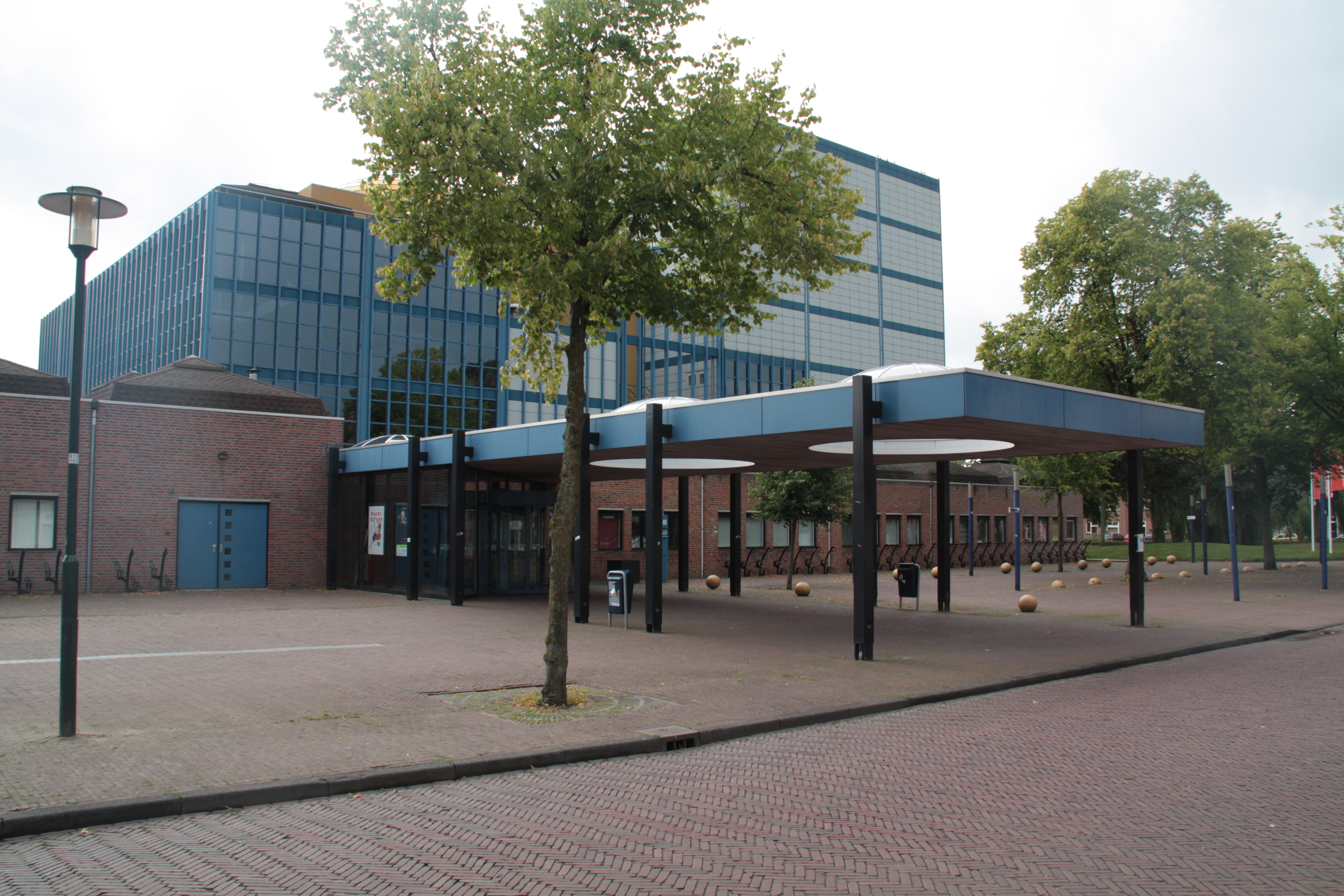
Kulturzentrum De Flint

Die Trophy European Pentathlon 1980 war die achte Fünfkampf-Europameisterschaft für Nationalmannschaften, meist unter dem Namen TEP bekannt. Das Turnier fand vom 6. bis zum 9. November 1980 im niederländischen Amersfoort statt.

## Geschichte
Noch nie war die deutsche Mannschaft so nahe am Gewinn dieser Europameisterschaft. Ein Sieg gegen Belgien, aber auch nur ein Unentschieden gegen Spanien und eine knappe Niederlage gegen die Niederlande reichte am Ende für Platz zwei. Sieger wurden die Niederlande, die gegen Deutschland und gegen Belgien jeweils mit 6:4 gewannen. Tragisch endete das Turnier für Günter Siebert. Erst egalisierte er mit 15 Punkten den deutschen Serienrekord von Siegfried Spielmann aus dem Jahr 1954 und hatte vor der letzten Partie einen GD von 1,117. Mit einer normalen Leistung hätte er auch hier einen neuen Rekord aufstellen können. Leider lief die letzte Partie gegen den Spanier Claudio Nadal komplett an ihm verbei. Er spielte aber in der bislang beim TEP Turnieren deutschen Problemdisziplin mit 0,991 die beste Leistung in der achten Ausgabe.

## Gemeldete Mannschaften
| Disziplin    | Niederlande            | Belgien           | Deutschland        |
| ------------ | ---------------------- | ----------------- | ------------------ |
| Freie Partie | Jan Arnouts            | Willy Wesenbeek   | Dieter Wirtz       |
| Cadre 71/2   | Luis Havermans         | Raymond Ceulemans | Klaus Hose         |
| Cadre 47/1   | Hans Vultink           | Marc de Sutter    | Thomas Wildförster |
| Einband      | Jos Bongers            | Ludo Dielis       | Dieter Müller      |
| Dreiband     | Christ van der Smissen | Arnold de Paepe   | Günter Siebert     |

| Disziplin    | Frankreich        | Österreich           | Spanien        |
| ------------ | ----------------- | -------------------- | -------------- |
| Freie Partie | Georges Bourezg   | Heinrich Weingartner | Carlos Tuset   |
| Cadre 71/2   | Jean Arnaud       | Kurt Mastny          | Javier Arenaza |
| Cadre 47/1   | Francis Connesson | Otto Hitzinger       | José Gálvez    |
| Einband      | Egidio Vierat     | Johann Scherz        | José Quetglas  |
| Dreiband     | Richard Bitalis   | Wolfgang Anreitter   | Claudio Nadal  |

## Turniermodus
Es wurde mit sechs Mannschaften im Round Robin System gespielt.
Die Wertung für die Endtabelle:
1. MP = Matchpunkte
2. PP = Partiepunkte
3. VMGD = Verhältnismäßiger Mannschafts Generaldurchschnitt

## Abschlusstabelle
| Platz | Land        | Spiele | G-U-V | MP   | PP    | VMGD   |
| ----- | ----------- | ------ | ----- | ---- | ----- | ------ |
| 1     | Niederlande | 5      | 4-1-0 | 9:1  | 35:15 | 138,95 |
| 2     | Deutschland | 5      | 3-1-1 | 7:3  | 33:17 | 120,03 |
| 3     | Belgien     | 5      | 3-0-2 | 6:4  | 34:16 | 173,36 |
| 4     | Frankreich  | 5      | 2-1-2 | 5:5  | 21:29 | 116,90 |
| 5     | Spanien     | 5      | 1-1-3 | 3:7  | 17:33 | 69,24  |
| 6     | Österreich  | 5      | 0-0-5 | 0:10 | 10:40 | 50,47  |

## Spiele
| Disziplin            | Name                 | MP   | Pkt. | Aufn. | GD     | BED    | HS  |
| -------------------- | -------------------- | ---- | ---- | ----- | ------ | ------ | --- |
| Belgien – Frankreich | Belgien – Frankreich | 10:0 |      |       |        |        |     |
| Freie Partie         | Willy Wesenbeek      | 2:0  | 500  | 1     | 500,00 | 500,00 | 500 |
| Freie Partie         | Georges Bourezg      | 0:2  | 2    | 6     | 0,33   | -      | 1   |
| Cadre 71/2           | Raymond Ceulemans    | 2:0  | 300  | 5     | 60,00  | 60,00  | 166 |
| Cadre 71/2           | Jean Arnaud          | 0:2  | 52   | 5     | 10,40  | -      | 19  |
| Cadre 47/1           | Marc de Sutter       | 2:0  | 300  | 13    | 23,07  | 23,07  | 103 |
| Cadre 47/1           | Francis Connesson    | 0:2  | 280  | 13    | 21,53  | -      | 89  |
| Einband              | Ludo Dielis          | 2:0  | 200  | 8     | 25,00  | 25,00  | 82  |
| Einband              | Egidio Vierat        | 0:2  | 47   | 8     | 5,87   |        | 30  |
| Dreiband             | Arnold de Paepe      | 2:0  | 60   | 63    | 0,952  | 0,952  | 6   |
| Dreiband             | Richard Bitalis      | 0:2  | 38   | 63    | 0,603  | -      | 5   |

| Disziplin                | Name                     | MP   | Pkt. | Aufn. | GD     | BED    | HS  |
| ------------------------ | ------------------------ | ---- | ---- | ----- | ------ | ------ | --- |
| Deutschland – Österreich | Deutschland – Österreich | 10:0 |      |       |        |        |     |
| Freie Partie             | Dieter Wirtz             | 2:0  | 500  | 3     | 166,66 | 166,66 | 473 |
| Freie Partie             | Heinrich Weingartner     | 0:2  | 1    | 3     | 0,33   | -      | 1   |
| Cadre 71/2               | Klaus Hose               | 2:0  | 300  | 6     | 50,00  | 50,00  | 269 |
| Cadre 71/2               | Kurt Mastny              | 0:2  | 89   | 6     | 14,83  | -      | 53  |
| Cadre 47/1               | Thomas Wildförster       | 2:0  | 300  | 22    | 13,63  | 13,63  | 85  |
| Cadre 47/1               | Otto Hitzinger           | 0:2  | 147  | 22    | 6,68   | -      | 27  |
| Einband                  | Dieter Müller            | 2:0  | 200  | 30    | 6,66   | 6,66   | 31  |
| Einband                  | Johann Scherz            | 0:2  | 140  | 30    | 4,60   | -      | 24  |
| Dreiband                 | Günter Siebert           | 2:0  | 60   | 60    | 1,000  | 1,000  | 7   |
| Dreiband                 | Wolfgang Anreitter       | 0:2  | 59   | 60    | 0,983  | -      | 8   |

| Disziplin             | Name                   | MP   | Pkt. | Aufn. | GD     | BED    | HS  |
| --------------------- | ---------------------- | ---- | ---- | ----- | ------ | ------ | --- |
| Niederlande – Spanien | Niederlande – Spanien  | 10:0 |      |       |        |        |     |
| Freie Partie          | Jan Arnouts            | 2:0  | 500  | 5     | 100,00 | 100,00 | 456 |
| Freie Partie          | Carlos Tuset           | 0:2  | 212  | 5     | 42,40  | -      | 116 |
| Cadre 71/2            | Luis Havermans         | 2:0  | 300  | 9     | 33,33  | 33,33  | 143 |
| Cadre 71/2            | Javier Arenaza         | 0:2  | 86   | 9     | 9,55   | -      | 45  |
| Cadre 47/1            | Hans Vultink           | 2:0  | 300  | 7     | 42,85  | 42,85  | 119 |
| Cadre 47/1            | José Gálvez            | 0:2  | 108  | 7     | 15,42  | -      | 42  |
| Einband               | Jos Bongers            | 2:0  | 200  | 29    | 6,89   | 6,89   | 23  |
| Einband               | José Quetglas          | 0:2  | 121  | 29    | 4,17   | -      | 19  |
| Dreiband              | Christ van der Smissen | 2:0  | 60   | 50    | 1,200  | 1,200  | 6   |
| Dreiband              | Claudio Nadal          | 0:2  | 34   | 50    | 0,680  | -      | 6   |

| Disziplin                | Name                     | MP  | Pkt. | Aufn. | GD     | BED    | HS  |
| ------------------------ | ------------------------ | --- | ---- | ----- | ------ | ------ | --- |
| Deutschland – Frankreich | Deutschland – Frankreich | 8:2 |      |       |        |        |     |
| Freie Partie             | Dieter Wirtz             | 2:0 | 500  | 4     | 125,00 | 125,00 | 441 |
| Freie Partie             | Georges Bourezg          | 0:2 | 114  | 4     | 28,50  | -      | 98  |
| Cadre 71/2               | Klaus Hose               | 2:0 | 300  | 12    | 25,00  | 25,00  | 200 |
| Cadre 71/2               | Jean Arnaud              | 0:2 | 235  | 12    | 19,58  | -      | 74  |
| Cadre 47/1               | Thomas Wildförster       | 0:2 | 183  | 4     | 45,75  | -      | 101 |
| Cadre 47/1               | Francis Connesson        | 2:0 | 300  | 4     | 75,00  | 75,00  | 147 |
| Einband                  | Dieter Müller            | 2:0 | 200  | 19    | 10,52  | 10,52  | 58  |
| Einband                  | Egidio Vierat            | 0:2 | 119  | 19    | 6,26   | -      | 31  |
| Dreiband                 | Günter Siebert           | 2:0 | 60   | 45    | 1,333  | 1,333  | 9   |
| Dreiband                 | Richard Bitalis          | 0:2 | 58   | 45    | 1,066  | -      | 6   |

| Disziplin         | Name              | MP  | Pkt. | Aufn. | GD    | BED   | HS  |
| ----------------- | ----------------- | --- | ---- | ----- | ----- | ----- | --- |
| Belgien – Spanien | Belgien – Spanien | 8:2 |      |       |       |       |     |
| Freie Partie      | Willy Wesenbeek   | 2:0 | 500  | 9     | 55,55 | 55,55 | 288 |
| Freie Partie      | Carlos Tuset      | 0:2 | 39   | 9     | 4,33  | -     | 24  |
| Cadre 71/2        | Raymond Ceulemans | 2:0 | 300  | 4     | 75,00 | 75,00 | 190 |
| Cadre 71/2        | Javier Arenaza    | 0:2 | 14   | 4     | 3,50  | -     | 7   |
| Cadre 47/1        | Marc de Sutter    | 0:2 | 102  | 13    | 7,84  | -     | 37  |
| Cadre 47/1        | José Gálvez       | 2:0 | 300  | 13    | 23,07 | 23,07 | 65  |
| Einband           | Ludo Dielis       | 2:0 | 200  | 6     | 33,33 | 33,33 | 112 |
| Einband           | José Quetglas     | 0:2 | 27   | 6     | 4,50  | -     | 11  |
| Dreiband          | Arnold de Paepe   | 2:0 | 60   | 48    | 1,250 | 1,250 | 9   |
| Dreiband          | Claudio Nadal     | 0:2 | 36   | 48    | 0,750 | -     | 5   |

| Disziplin                | Name                     | MP  | Pkt. | Aufn. | GD     | BED    | HS  |
| ------------------------ | ------------------------ | --- | ---- | ----- | ------ | ------ | --- |
| Niederlande – Österreich | Niederlande – Österreich | 8:2 |      |       |        |        |     |
| Freie Partie             | Jan Arnouts              | 2:0 | 500  | 2     | 250,00 | 250,00 | 448 |
| Freie Partie             | Heinrich Weingartner     | 0:2 | 15   | 2     | 7,50   | -      | 15  |
| Cadre 71/2               | Luis Havermans           | 2:0 | 300  | 11    | 27,27  | 27,27  | 114 |
| Cadre 71/2               | Kurt Mastny              | 0:2 | 45   | 11    | 4,09   | -      | 22  |
| Cadre 47/1               | Hans Vultink             | 2:0 | 300  | 13    | 23,07  | 23,07  | 67  |
| Cadre 47/1               | Otto Hitzinger           | 0:2 | 108  | 13    | 8,30   | -      | 30  |
| Einband                  | Jos Bongers              | 0:2 | 87   | 25    | 3,48   | -      | 25  |
| Einband                  | Johann Scherz            | 2:0 | 200  | 25    | 8,00   | 8,00   | 29  |
| Dreiband                 | Christ van der Smissen   | 2:0 | 60   | 75    | 0,800  | 0,800  | 8   |
| Dreiband                 | Wolfgang Anreitter       | 0:2 | 55   | 75    | 0,733  | -      | 6   |

| Disziplin            | Name                 | MP  | Pkt. | Aufn. | GD     | BED    | HS  |
| -------------------- | -------------------- | --- | ---- | ----- | ------ | ------ | --- |
| Frankreich – Spanien | Frankreich – Spanien | 6:4 |      |       |        |        |     |
| Freie Partie         | Georges Bourezg      | 2:0 | 500  | 1     | 500,00 | 500,00 | 500 |
| Freie Partie         | Carlos Tuset         | 0:2 | 201  | 1     | 201,00 | -      | 201 |
| Cadre 71/2           | Jean Arnaud          | 0:2 | 179  | 9     | 19,88  | -      | 45  |
| Cadre 71/2           | Javier Arenaza       | 2:0 | 300  | 9     | 33,33  | 33,33  | 113 |
| Cadre 47/1           | Francis Connesson    | 2:0 | 300  | 5     | 60,00  | 60,00  | 243 |
| Cadre 47/1           | José Gálvez          | 0:2 | 44   | 5     | 8,80   | -      | 29  |
| Einband              | Egidio Vierat        | 2:0 | 200  | 25    | 8,00   | 8,00   | 36  |
| Einband              | José Quetglas        | 0:2 | 118  | 25    | 4,72   | -      | 23  |
| Dreiband             | Richard Bitalis      | 0:2 | 37   | 53    | 0,698  | -      | 5   |
| Dreiband             | Claudio Nadal        | 2:0 | 60   | 53    | 1,132  | 1,132  | 4   |

| Disziplin                 | Name                      | MP  | Pkt. | Aufn. | GD     | BED    | HS  |
| ------------------------- | ------------------------- | --- | ---- | ----- | ------ | ------ | --- |
| Niederlande – Deutschland | Niederlande – Deutschland | 6:4 |      |       |        |        |     |
| Freie Partie              | Jan Arnouts               | 2:0 | 500  | 1     | 500,00 | 500,00 | 500 |
| Freie Partie              | Dieter Wirtz              | 0:2 | 15   | 1     | 15,00  | -      | 15  |
| Cadre 71/2                | Luis Havermans            | 0:2 | 24   | 3     | 8,00   | -      | 12  |
| Cadre 71/2                | Klaus Hose                | 2:0 | 300  | 3     | 100,00 | 100,00 | 245 |
| Cadre 47/1                | Hans Vultink              | 2:0 | 300  | 8     | 37,50  | 37,50  | 104 |
| Cadre 47/1                | Thomas Wildförster        | 0:2 | 256  | 8     | 32,00  | -      | 189 |
| Einband                   | Jos Bongers               | 0:2 | 197  | 24    | 8,20   | -      | 40  |
| Einband                   | Dieter Müller             | 2:0 | 200  | 24    | 8,33   | 8,33   | 27  |
| Dreiband                  | Christ van der Smissen    | 2:0 | 60   | 42    | 1,428  | 1,428  | 8   |
| Dreiband                  | Günter Siebert            | 0:2 | 39   | 42    | 0,928  | -      | 15  |

| Disziplin            | Name                 | MP  | Pkt. | Aufn. | GD     | BED    | HS  |
| -------------------- | -------------------- | --- | ---- | ----- | ------ | ------ | --- |
| Belgien – Österreich | Belgien – Österreich | 8:2 |      |       |        |        |     |
| Freie Partie         | Willy Wesenbeek      | 2:0 | 500  | 2     | 250,00 | 250,00 | 487 |
| Freie Partie         | Heinrich Weingartner | 0:2 | 4    | 2     | 2,00   | -      | 4   |
| Cadre 71/2           | Raymond Ceulemans    | 2:0 | 300  | 4     | 75,00  | 75,00  | 135 |
| Cadre 71/2           | Kurt Mastny          | 0:2 | 6    | 4     | 1,50   | -      | 3   |
| Cadre 47/1           | Marc de Sutter       | 2:0 | 300  | 16    | 18,75  | 18,75  | 87  |
| Cadre 47/1           | Otto Hitzinger       | 0:2 | 71   | 16    | 4,43   | -      | 18  |
| Einband              | Ludo Dielis          | 2:0 | 200  | 11    | 18,18  | 18,18  | 62  |
| Einband              | Johann Scherz        | 0:2 | 49   | 11    | 4,45   | -      | 18  |
| Dreiband             | Arnold de Paepe      | 0:2 | 56   | 54    | 1,037  | -      | 6   |
| Dreiband             | Wolfgang Anreitter   | 2:0 | 60   | 54    | 1,111  | 1,111  | 7   |

| Disziplin            | Name                 | MP  | Pkt. | Aufn. | GD     | BED    | HS  |
| -------------------- | -------------------- | --- | ---- | ----- | ------ | ------ | --- |
| Spanien – Österreich | Spanien – Österreich | 6:4 |      |       |        |        |     |
| Freie Partie         | Carlos Tuset         | 0:2 | 40   | 5     | 8,00   | -      | 18  |
| Freie Partie         | Heinrich Weingartner | 2:0 | 500  | 5     | 100,00 | 100,00 | 372 |
| Cadre 71/2           | Javier Arenaza       | 2:0 | 300  | 12    | 25,00  | 25,00  | 101 |
| Cadre 71/2           | Kurt Mastny          | 0:2 | 97   | 12    | 8,06   | -      | 27  |
| Cadre 47/1           | José Gálvez          | 2:0 | 300  | 15    | 20,00  | 20,00  | 69  |
| Cadre 47/1           | Otto Hitzinger       | 0:2 | 144  | 15    | 9,60   | -      | 29  |
| Einband              | José Quetglas        | 0:2 | 160  | 38    | 4,21   | -      | 41  |
| Einband              | Johann Scherz        | 2:0 | 200  | 38    | 5,26   | 5,26   | 54  |
| Dreiband             | Claudio Nadal        | 2:0 | 60   | 50    | 1,200  | 1,200  | 7   |
| Dreiband             | Wolfgang Anreitter   | 0:2 | 50   | 50    | 1,000  | -      | 6   |

| Disziplin                | Name                     | MP  | Pkt. | Aufn. | GD     | BED    | HS  |
| ------------------------ | ------------------------ | --- | ---- | ----- | ------ | ------ | --- |
| Niederlande – Frankreich | Niederlande – Frankreich | 5:5 |      |       |        |        |     |
| Freie Partie             | Jan Arnouts              | 0:2 | 305  | 2     | 152,50 | -      | 305 |
| Freie Partie             | Georges Bourezg          | 2:0 | 500  | 2     | 250,00 | 250,00 | 451 |
| Cadre 71/2               | Luis Havermans           | 2:0 | 300  | 5     | 60,00  | 60,00  | 250 |
| Cadre 71/2               | Jean Arnaud              | 0:2 | 52   | 5     | 10,40  | 10,40  | 50  |
| Cadre 47/1               | Hans Vultink             | 0:2 | 193  | 8     | 24,12  | -      | 97  |
| Cadre 47/1               | Francis Connesson        | 2:0 | 300  | 8     | 37,50  | 37,50  | 159 |
| Einband                  | Jos Bongers              | 2:0 | 200  | 27    | 7,40   | 7,40   | 34  |
| Einband                  | Egidio Vierat            | 0:2 | 139  | 27    | 5,14   | -      | 23  |
| Dreiband                 | Christ van der Smissen   | 1:1 | 60   | 65    | 0,923  | 0,923  | 4   |
| Dreiband                 | Richard Bitalis          | 1:1 | 60   | 65    | 0,923  | 0,923  | 6   |

| Disziplin             | Name                  | MP  | Pkt. | Aufn. | GD     | BED    | HS  |
| --------------------- | --------------------- | --- | ---- | ----- | ------ | ------ | --- |
| Deutschland – Belgien | Deutschland – Belgien | 6:4 |      |       |        |        |     |
| Freie Partie          | Dieter Wirtz          | 2:0 | 500  | 4     | 125,00 | 125,00 | 130 |
| Freie Partie          | Willy Wesenbeek       | 0:2 | 28   | 4     | 7,00   | -      | 26  |
| Cadre 71/2            | Klaus Hose            | 0:2 | 148  | 3     | 49,33  | -      | 133 |
| Cadre 71/2            | Raymond Ceulemans     | 2:0 | 300  | 3     | 100,00 | 100,00 | 155 |
| Cadre 47/1            | Thomas Wildförster    | 2:0 | 300  | 14    | 21,42  | 21,42  | 162 |
| Cadre 47/1            | Marc de Sutter        | 0:2 | 224  | 14    | 16,00  | -      | 86  |
| Einband               | Dieter Müller         | 0:2 | 120  | 17    | 7,05   | -      | 51  |
| Einband               | Ludo Dielis           | 2:0 | 200  | 17    | 11,76  | 11,76  | 53  |
| Dreiband              | Günter Siebert        | 2:0 | 60   | 39    | 1,538  | 1,538  | 7   |
| Dreiband              | Arnold de Paepe       | 0:2 | 47   | 39    | 1,205  | -      | 8   |

| Disziplin               | Name                    | MP  | Pkt. | Aufn. | GD     | BED    | HS  |
| ----------------------- | ----------------------- | --- | ---- | ----- | ------ | ------ | --- |
| Frankreich – Österreich | Frankreich – Österreich | 5:5 |      |       |        |        |     |
| Freie Partie            | Georges Bourezg         | 2:0 | 500  | 2     | 250,00 | 250,00 | 500 |
| Freie Partie            | Heinrich Weingartner    | 0:2 | 0    | 2     | 0,00   | -      | 0   |
| Cadre 71/2              | Jean Arnaud             | 2:0 | 300  | 8     | 37,50  | 37,50  | 127 |
| Cadre 71/2              | Kurt Mastny             | 0:2 | 86   | 8     | 10,75  | -      | 37  |
| Cadre 47/1              | Francis Connesson       | 2:0 | 300  | 5     | 60,00  | 60,00  | 167 |
| Cadre 47/1              | Otto Hitzinger          | 0:2 | 63   | 5     | 12,60  | -      | 24  |
| Einband                 | Egidio Vierat           | 0:2 | 139  | 31    | 4,48   | -      | 26  |
| Einband                 | Johann Scherz           | 2:0 | 200  | 31    | 6,45   | 6,45   | 23  |
| Dreiband                | Richard Bitalis         | 2:0 | 60   | 42    | 1,428  | 1,428  | 10  |
| Dreiband                | Wolfgang Anreitter      | 0:2 | 52   | 42    | 1,238  | -      | 7   |

| Disziplin             | Name                  | MP  | Pkt. | Aufn. | GD     | BED    | HS  |
| --------------------- | --------------------- | --- | ---- | ----- | ------ | ------ | --- |
| Deutschland – Spanien | Deutschland – Spanien | 5:5 |      |       |        |        |     |
| Freie Partie          | Dieter Wirtz          | 1:1 | 500  | 3     | 166,66 | 166,66 | 279 |
| Freie Partie          | Carlos Tuset          | 1:1 | 500  | 3     | 166,66 | 166,66 | 436 |
| Cadre 71/2            | Klaus Hose            | 2:0 | 300  | 5     | 60,00  | 60,00  | 148 |
| Cadre 71/2            | Javier Arenaza        | 0:2 | 95   | 5     | 19,00  | -      | 30  |
| Cadre 47/1            | Thomas Wildförster    | 2:0 | 300  | 10    | 30,00  | 30,00  | 112 |
| Cadre 47/1            | José Gálvez           | 0:2 | 188  | 10    | 18,80  | -      | 53  |
| Einband               | Dieter Müller         | 0:2 | 186  | 28    | 6,64   | -      | 37  |
| Einband               | José Quetglas         | 2:0 | 200  | 28    | 7,14   | 7,14   | 29  |
| Dreiband              | Günter Siebert        | 0:2 | 28   | 63    | 0,444  | -      | 4   |
| Dreiband              | Claudio Nadal         | 2:0 | 60   | 63    | 0,952  | 0,952  | 4   |

| Disziplin             | Name                   | MP  | Pkt. | Aufn. | GD     | BED    | HS  |
| --------------------- | ---------------------- | --- | ---- | ----- | ------ | ------ | --- |
| Niederlande – Belgien | Niederlande – Belgien  | 6:4 |      |       |        |        |     |
| Freie Partie          | Jan Arnouts            | 2:0 | 500  | 1     | 500,00 | 500,00 | 500 |
| Freie Partie          | Willy Wesenbeek        | 0:2 | 0    | 1     | 0,00   | -      | 0   |
| Cadre 71/2            | Luis Havermans         | 2:0 | 300  | 5     | 60,00  | 60,00  | 178 |
| Cadre 71/2            | Raymond Ceulemans      | 0:2 | 98   | 5     | 19,60  | -      | 58  |
| Cadre 47/1            | Hans Vultink           | 2:0 | 300  | 4     | 75,00  | 75,00  | 266 |
| Cadre 47/1            | Marc de Sutter         | 0:2 | 161  | 4     | 40,25  | -      | 77  |
| Einband               | Jos Bongers            | 0:2 | 171  | 22    | 7,77   | -      | 67  |
| Einband               | Ludo Dielis            | 2:0 | 200  | 22    | 9,09   | 9,09   | 36  |
| Dreiband              | Christ van der Smissen | 0:2 | 51   | 54    | 0,944  | -      | 5   |
| Dreiband              | Arnold de Paepe        | 2:0 | 60   | 54    | 1,111  | 1,111  | 5   |

## Einzel-Ranglisten
| Platz | Name                 | MP  | Pkte. | Aufn. | GD     | BED    | HS  |
| ----- | -------------------- | --- | ----- | ----- | ------ | ------ | --- |
| 1     | Jan Arnouts          | 7:3 | 2305  | 11    | 209,54 | 500,00 | 500 |
| 2     | Dieter Wirtz         | 7:3 | 2015  | 15    | 134,33 | 166,66 | 473 |
| 3     | Georges Bourezg      | 6:4 | 1614  | 10    | 161,40 | 500,00 | 500 |
| 4     | Willy Wesenbeek      | 6:4 | 1528  | 17    | 89,88  | 500,00 | 500 |
| 5     | Heinrich Weingartner | 2:8 | 520   | 14    | 37,14  | 100,00 | 327 |
| 6     | Carlos Tuset         | 1:9 | 992   | 23    | 43,13  | 166,66 | 436 |

| Platz | Name              | MP   | Pkte. | Aufn. | GD    | BED    | HS  |
| ----- | ----------------- | ---- | ----- | ----- | ----- | ------ | --- |
| 1     | Raymond Ceulemans | 8:2  | 1298  | 21    | 61,80 | 100,00 | 190 |
| 2     | Klaus Hose        | 8:2  | 1348  | 29    | 46,48 | 100,00 | 269 |
| 3     | Luis Havermans    | 8:2  | 1224  | 33    | 37,09 | 60,00  | 250 |
| 4     | Javier Arenaza    | 4:6  | 795   | 39    | 20,38 | 33,33  | 113 |
| 5     | Jean Arnaud       | 2:8  | 808   | 39    | 20,71 | 37,50  | 127 |
| 6     | Kurt Mastny       | 0:10 | 323   | 41    | 7,87  | -      | 53  |

| Platz | Name               | MP   | Pkte. | Aufn. | GD    | BED   | HS  |
| ----- | ------------------ | ---- | ----- | ----- | ----- | ----- | --- |
| 1     | Francis Connesson  | 8:2  | 1480  | 35    | 42,28 | 75,00 | 243 |
| 2     | Hans Vultink       | 8:2  | 1393  | 40    | 34,82 | 75,00 | 268 |
| 3     | Thomas Wildförster | 6:4  | 1339  | 58    | 23,08 | 30,00 | 189 |
| 4     | José Gálvez        | 4:6  | 940   | 50    | 18,80 | 23,07 | 112 |
| 5     | Marc de Sutter     | 4:6  | 1087  | 60    | 18,11 | 23,07 | 103 |
| 6     | Otto Hitzinger     | 0:10 | 533   | 71    | 7,50  | -     | 30  |

| Platz | Name          | MP   | Pkte. | Aufn. | GD    | BED   | HS  |
| ----- | ------------- | ---- | ----- | ----- | ----- | ----- | --- |
| 1     | Ludo Dielis   | 10:0 | 1000  | 64    | 15,62 | 33,33 | 112 |
| 2     | Dieter Müller | 6:4  | 906   | 118   | 7,67  | 10,52 | 58  |
| 3     | Johann Scherz | 6:4  | 789   | 135   | 5,84  | 8,00  | 54  |
| 4     | Jos Bongers   | 4:6  | 855   | 127   | 6,73  | 7,40  | 67  |
| 5     | Egidio Vierat | 2:8  | 644   | 100   | 5,85  | 8,00  | 36  |
| 6     | José Quetglas | 2:8  | 626   | 126   | 4,96  | 7,14  | 41  |

| Platz | Name                   | MP  | Pkte. | Aufn. | GD    | BED   | HS |
| ----- | ---------------------- | --- | ----- | ----- | ----- | ----- | -- |
| 1     | Christ van der Smissen | 7:3 | 291   | 286   | 1,017 | 1,428 | 8  |
| 2     | Arnold de Paepe        | 6:4 | 291   | 286   | 1,096 | 1,250 | 9  |
| 3     | Günter Siebert         | 6:4 | 247   | 249   | 0,991 | 1,538 | 15 |
| 4     | Claudio Nadal          | 6:4 | 250   | 264   | 0,946 | 1,200 | 7  |
| 5     | Richard Bitalis        | 3:7 | 243   | 268   | 0,906 | 1,428 | 10 |
| 6     | Wolfgang Anreitter     | 2:8 | 276   | 281   | 0,982 | 1,111 | 8  |